# Cephalaria charadzeae
Cephalaria charadzeae är en tvåhjärtbladig växtart som beskrevs av Schchian. Cephalaria charadzeae ingår i släktet jätteväddar, och familjen Dipsacaceae. Inga underarter finns listade i Catalogue of Life.